# Аралокаспийски езици
Аралокаспийски езици или Къпчак-Ногайски езици – е подгрупа на къпчакски езици.